# 百分位数
百分位数（英語：percentile）是统計學術语，若将一组数据从小到大排序，并计算相应的累计百分点，则某百分点所对应数据的值，就称为这百分点的百分位数，以{\displaystyle P_{k}}表示第{\displaystyle k}百分位數。
百分位数是用来比较个体在群体中的相对地位量数（英語：measures of relative position）。
一个数值的百分等级，也称PR值，是其在同一概率分布中超过其他数值的百分比。在教育統計學中，百分等级可用來表現測驗成績。

## 求法
若一群資料的個數為 {\displaystyle N}，且由小到大排列，設 {\displaystyle N\times k\%=a}
- 若 {\displaystyle a\in \mathbb {Z} }，{\displaystyle P_{k}=} 第 {\displaystyle a} 筆資料與第 {\displaystyle a+1} 筆資料的算術平均數
- 若 {\displaystyle a\notin \mathbb {Z} }，{\displaystyle P_{k}=} 第 {\displaystyle \lceil a\rceil } 筆資料

## 性質
- {\displaystyle P_{k}}表示至少有{\displaystyle k\%}的資料小於或等於這個數，而同時也有{\displaystyle (100-k)\%}的資料大於或等於這個數。
- {\displaystyle P_{25}=Q_{1}}
- {\displaystyle P_{50}=Q_{2}}
- {\displaystyle P_{75}=Q_{3}}
- {\displaystyle P_{50}}稱為中位數
- {\displaystyle P_{75}}與{\displaystyle P_{25}}的差稱為四分位距

## 备注
1. ↑  类似术语“百分位”，则是指小数点后第二位这个位置。